# IceRays de Corpus Christi
Les IceRays de Corpus Christi sont une franchise professionnelle de hockey sur glace en Amérique du Nord qui évolue dans la Ligue centrale de hockey. L'équipe est basée à Corpus Christi au Texas.

## Historique
La franchise a été créée en 1998 sous le nom des Icerays de Corpus Christi et est engagée dans la WPHL. En 2001, elle rejoint la Ligue centrale de hockey. En 2003, elle est renommée Rayz de Corpus Christi. En 2008-09, la franchise reprend le nom des IceRays de Corpus Christi. Au terme de la saison 2009-10, l'équipe cesse ses activités et est remplacée par une équipe de niveau junior A qui s'aligne dans la North American Hockey League.

### Saisons en LCH
Note: PJ : parties jouées, V : victoires, D : défaites, N : matchs nuls, DP : défaite en prolongation, DF: Défaite en fusillade, Pts : Points, BP : buts pour, BC : buts contre, Pun : minutes de pénalité
| Saison  | PJ | V  | D  | N | DP | DF | Pts | Classement                   | Séries éliminatoires                     |
| ------- | -- | -- | -- | - | -- | -- | --- | ---------------------------- | ---------------------------------------- |
| 2009-10 | 64 | 30 | 26 | - | 1  | 7  | 68  | 5e place, conférence sud     | Défaite en 1re ronde                     |
| 2008-09 | 64 | 28 | 30 | - | 1  | 5  | 62  | 4e place, conférence sud-est | Défaite en 1re ronde                     |
| 2007-08 | 64 | 22 | 34 | - | 8  | -  | 52  | 3e place, conférence sud-est | Ne participe pas                         |
| 2006-07 | 64 | 35 | 22 | - | 7  | -  | 77  | 2e place, conférence sud-est | Défaite en quart de finale de conférence |
| 2005-06 | 64 | 22 | 36 | - | 6  | -  | 50  | 4e place, conférence sud-est | Ne participe pas                         |
| 2004-05 | 60 | 28 | 25 | - | 7  | -  | 63  | 2e place, conférence sud-est | Ne participe pas                         |
| 2003-04 | 64 | 23 | 38 | - | 3  | -  | 49  | 4e place, conférence sud-est | Ne participe pas                         |
| 2002-03 | 64 | 31 | 30 | - | 3  | -  | 65  | 3e place, conférence sud-est | Ne participe pas                         |
| 2001-02 | 64 | 16 | 35 | - | 13 | -  | 45  | 3e place, conférence sud-est | Ne participe pas                         |